# 셰와

셰와(Shewa)는 에티오피아 제국의 자치 왕국이었던 에티오피아의 역사적 지역이다. 그 중심에는 현대 에티오피아의 수도인 아디스아바바가 위치해 있다. 에티오피아 중부의 역사적 지명으로 지금은 민족에 따라 여러 주로 분할되었다.

## 역사
셰와(Shewa)는 역사적 기록에 이슬람 국가로 처음 등장하는데, G. W. B. 헌팅포드(G. W. B. Huntingford)는 이 국가가 896년에 건국되었으며 수도는 왈랄라(Walalah)에 있다고 믿었다. 최근 발견에서 프랑스 고고학자 팀은 이전 이파트 술탄국의 잔재로 추정되는 세 개의 도시 중심지를 발견했으며, 그 중 셰와 동부의 노라 유적지가 가장 주목할 만한다.

## 같이 보기
- 에티오피아의 역사